# Des locaux très motivés
Pour plus de détails, voir Fiche technique et Distribution.
Des locaux très motivés est un documentaire français réalisé par Oliver Dickinson, sorti en 2016.

## Synopsis
Caplongue, village aveyronnais de 80 habitants, a vu naître en 2012 l’association des Loco-Motivés. Son ambition est de produire et consommer local dans le respect de la nature, des animaux et des personnes, de la manière la plus conviviale possible. Au travers de portraits intimistes et poétiques, nous suivrons pendant douze mois dans le Lévézou l’engagement d’Isabelle, Jean-Marc, Vincent et les autres autour de cette grande idée.

## Distinctions
Des locaux très motivés a reçu le Prix du Jury à l'Agrofilm Festival et le Grand Prix au Portland Earth Day Film Festival 2016.[réf. nécessaire]